# Kona (cykelmärke)

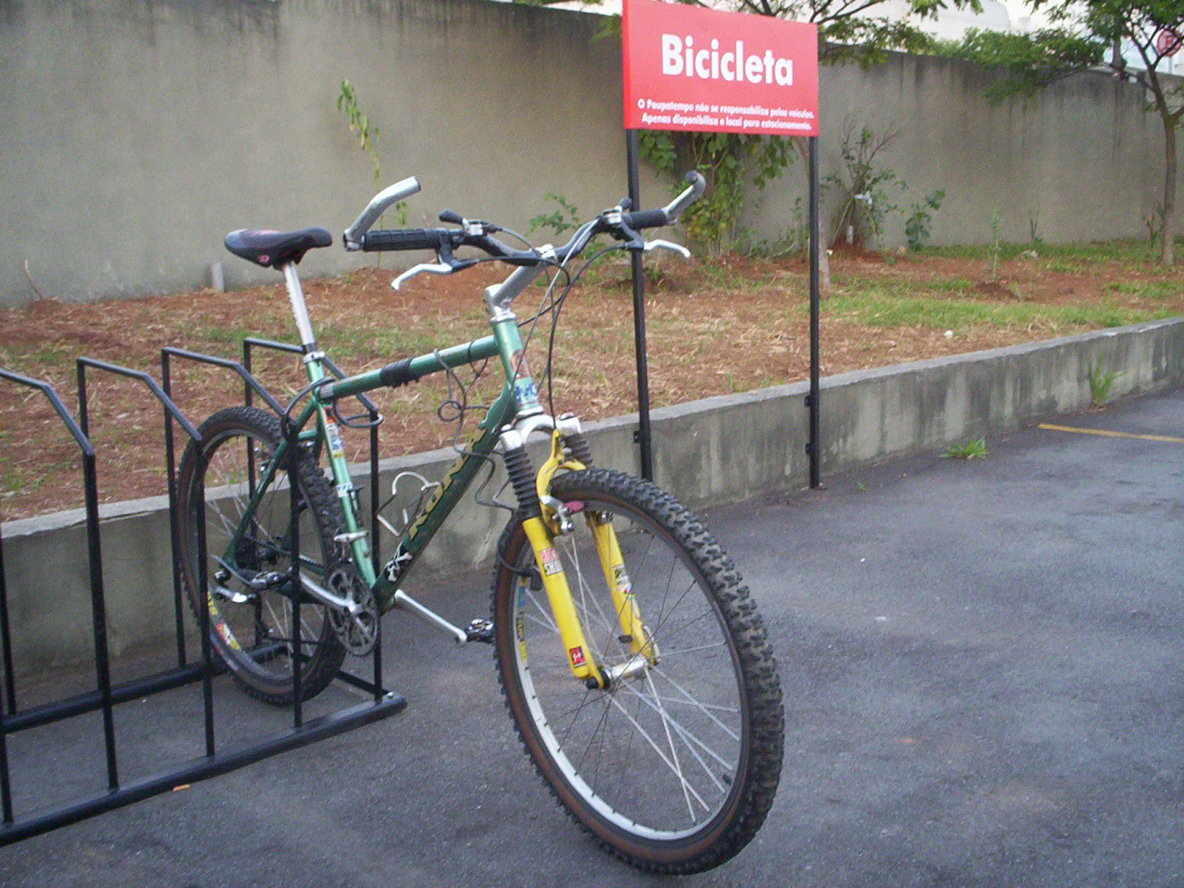
Kona Kula Hardtail mountainbike från 1995.

Kona är ett företag som tillverkar cyklar, framförallt mountainbikes. 
Företaget grundades 1988 i Vancouver, Kanada.

## Modeller
- Shred,scrap,stuff,cowan är gjorda för att köra dirtjumping och street.
- Downhill/freeride-cyklarna är Stab deluxe,Stab supreme,stinky,stinky deluxe,stinky supreme och nu även stinky air. De cyklarna är gjorda för svår utförsterräng.

Kona har även tillverkat en cykel som heter "Africa-bike" som de har skänkt ett antal av till Afrika med tanke till att sjukvårdare ska kunna transportera sig med dem.